# المها للبترول
شركة المها لتسويق المنتجات البترولية ، والمعروفة أيضًا باسم المها ، هي شركة بترول مقرها عُمان . تم تسمية الشركة للمها العربي (المها).

## نبذة
تمتلك المها شبكة تضم أكثر من 200 محطة خدمة في جميع أنحاء سلطنة عمان، بما في ذلك المتاجر وخدمات السيارات. المها لديها أيضا أقسام الوقود التجارية والطيران.

## المساهمين
- 47 ٪ حكومة سلطنة عمان.
- 40 % زيوت التشحيم.
- 12.8 ٪ صندوق معاشات موظفي الخدمة المدنية (اعتبارًا من 31 ديسمبر 2017).[1]

## روابط خارجية
- موقع الشركة
- نبذة عن الشركة في ArabianBusiness.com
- فاينانشال تايمز الشخصي